# Challenger ATP de Indian Wells 2024
El torneo Southern California Open 2024 fue un torneo de tenis perteneció al ATP Challenger Tour 2024 en la categoría Challenger 50. Se trató de la 1ª edición; el torneo tuvo lugar en la ciudad de Indian Wells (Estados Unidos), desde el 15 hasta el 21 de enero de 2024 sobre pista dura bajo al aire libre.

## Jugadores participantes del cuadro de individuales
| Favorito | País                      | Jugador              | Rank1 | Posición en el torneo |
| -------- | ------------------------- | -------------------- | ----- | --------------------- |
| 1        | Bandera de Italia         | Federico Gaio        | 199   | Primera ronda         |
| 2        | Bandera de Argentina      | Marco Trungelliti    | 226   | Cuartos de final      |
| 3        | Bandera de Estados Unidos | Brandon Holt         | 253   | FINAL                 |
| 4        | Bandera de Estados Unidos | Mitchell Krueger     | 284   | CAMPEÓN               |
| 5        | Bandera de Estados Unidos | Aidan Mayo           | 293   | Primera ronda         |
| 6        | Bandera de Estados Unidos | Thai-Son Kwiatkowski | 315   | Semifinales           |
| 7        | Bandera de Francia        | Gabriel Debru        | 321   | Primera ronda         |
| 8        | Bandera de Alemania       | Sebastian Fanselow   | 324   | Primera ronda         |

- 1 Se ha tomado en cuenta el ranking del 8 de enero de 2024.

### Otros participantes
Los siguientes jugadores recibieron una invitación (wild card), por lo tanto ingresan directamente al cuadro principal (WC):
- Murphy Cassone
- Brandon Holt
- Ryan Seggerman

Los siguientes jugadores ingresan al cuadro principal tras disputar el cuadro clasificatorio (Q):
- Patrick Brady
- Stefan Kozlov
- Maxwell McKennon
- Ajeet Rai
- Matías Soto
- James Tracy

## Campeones

### Individual Masculino
- Mitchell Krueger derrotó en la final a  Brandon Holt por 3–6, 6–4, 6–4

### Dobles Masculino
- Ryan Seggerman /  Patrik Trhac derrotaron en la final a  Thai-Son Kwiatkowski /  Alex Lawson por 6–2, 7–6(3)